# Neobisium carcinoides

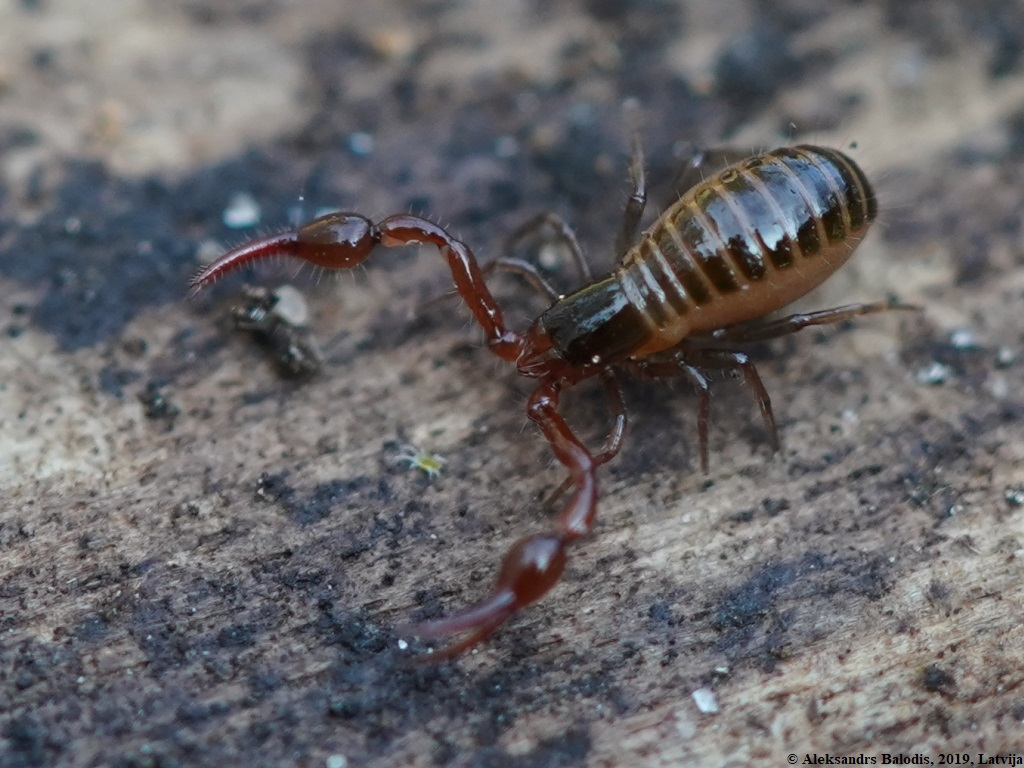
Ein Exemplar sitzt auf Holz

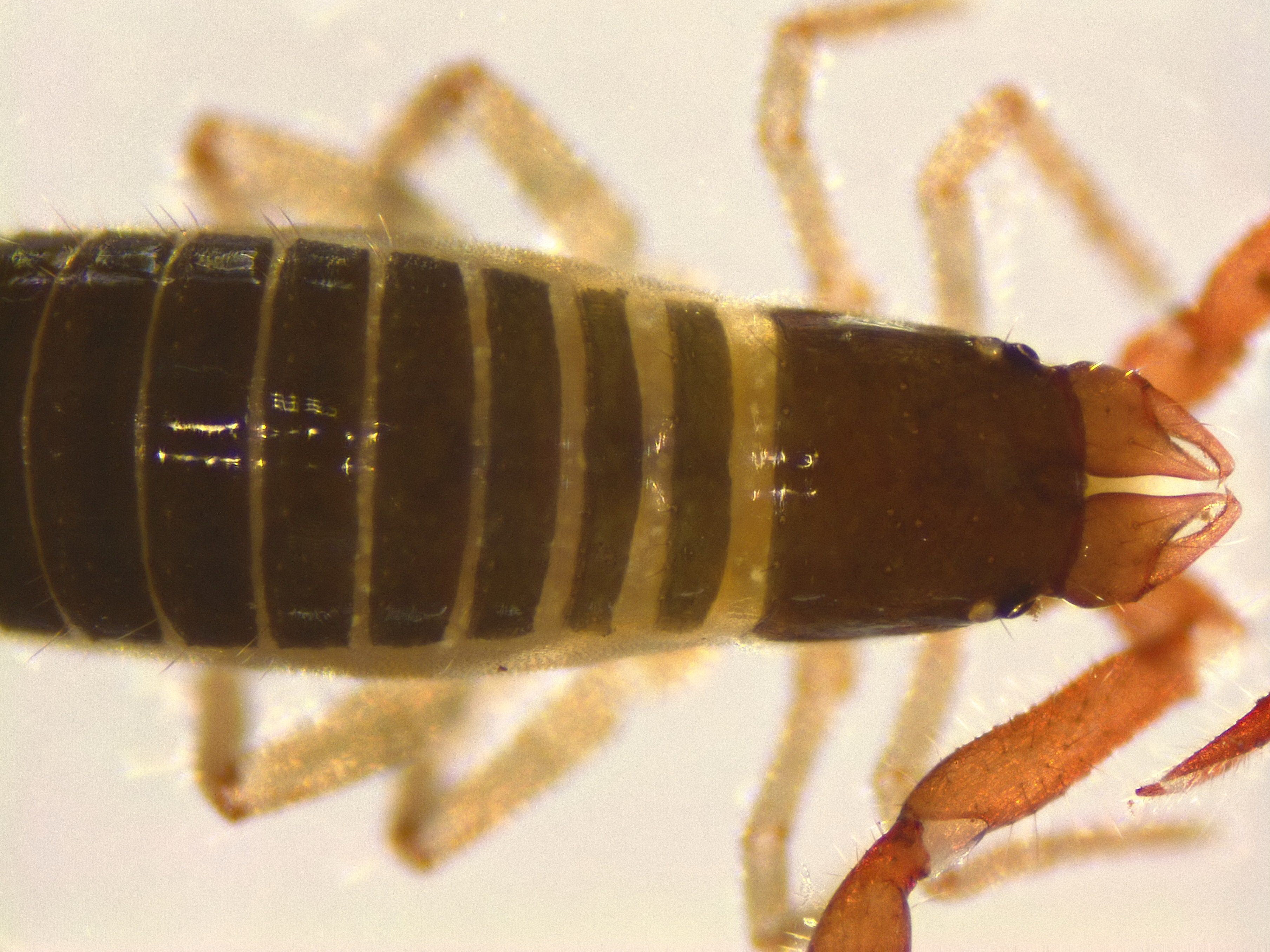
In diesem Foto sind die Mundwerkzeuge zu erkennen

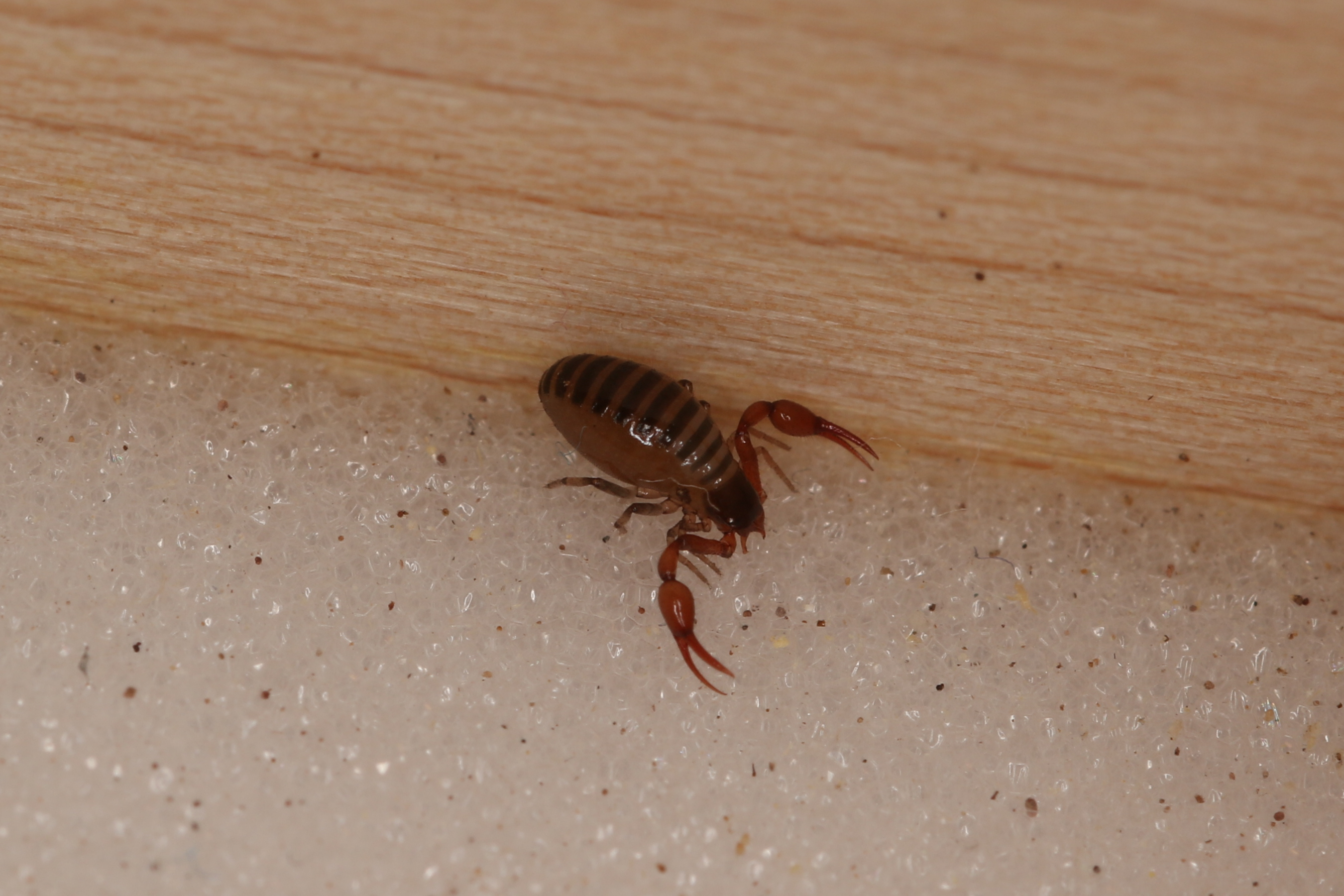
Bei schlechtem Licht erscheint die Art etwas dunkler

Neobisium carcinoides (Syn. Neobisium muscorum) ist die häufigste heimische Art der Moosskorpione und paläarktisch verbreitet.

## Merkmale
Die Körperlänge beträgt 1,7–3,5 mm, liegt aber meist zwischen 2,2 und 3 mm. Der Körper ist von einer gelblichen bis bräunlichen oder grauen Grundfarbe. Der Kopfbereich ist braun gefärbt und enthält die beiden Augen, die oben auf dem Körper sitzen. Auffällig am Körper sind die rötlichbraunen, scherenförmigen Pedipalpen vorne am Körper. Auf dem Hinterleib (Opisthosoma) befinden sich braune, glänzende Querstreifen, die sich deutlich von der hellen Grundfarbe absetzen. Der Hinterleib ist im Querschnitt rund. Die Beine der vier Beinpaare sind braun gefärbt. Eine Bestimmung ist über den Umriss des Vorderkörpers möglich, jedoch gibt es zahlreiche ähnliche Arten, die nur schwer zu unterscheiden sind. Auch die ähnlichere, aber meist kleinere Gattung Microbisium, beispielsweise mit der Art Microbisium brevifemoratum, kann zu Verwechslungen führen.

## Verbreitung und Lebensraum
Die Art ist weit verbreitet in Mittel- und Nordeuropa sowie östlich bis in den Kaukasus. Die meisten Nachweise stammen aus Großbritannien, Irland, den zentralen bis südlichen Teilen Norwegens und Schwedens, Dänemark, Deutschland, den Niederlanden, Belgien, Luxemburg, Frankreich, Polen, Österreich und Estland. Darüber hinaus gibt es Nachweise aus Island, dem südlichen Finnland und anderen Ländern in Osteuropa. Die Art kommt südlich bis zu den Alpen vor. Es ist wahrscheinlich, dass die Art über das Gebiet mit bisher bekannten Nachweisen hinaus vorkommt und weiter in Europa verbreitet ist, beispielsweise in Südeuropa südlich der Alpen und auf der Balkanhalbinsel. Es wird beispielsweise über Vorkommen bis nach Zentralitalien und Serbien berichtet, teilweise auch von Nachweisen bis nach Nordafrika oder östlich bis nach Russland. Die Angaben in der Literatur widersprechen sich jedoch manchmal. Die Art findet sich in ihrem Verbreitungsgebiet von Meeresniveau bis meist in 900 m, maximal bis 3000 m Höhe über NN.
Die Art lebt in der Laubstreu von Wäldern (vor allem Buchenwäldern, aber auch Nadel- oder Mischwäldern), Mooren, Gebüschen und Heiden und hier Steinen, im Moos (z. B. Torfmoosen) oder im Boden, seltener unter Rinde oder in Vogelnestern. Dabei werden feuchte Stellen bevorzugt. Pro Quadratmeter Waldboden können dabei oftmals sehr viele Moosskorpione gefunden werden. In Grasländern, Dünen oder Salzmarschen leben sie unter verrottender Vegetation.

## Lebensweise
Auf der Suche nach Nahrung läuft die Art mit weit nach vorn gehaltenen Scheren (Pedipalpen) herum. Sie lebt räuberisch von Springschwänzen, Staubläusen und anderen kleinen Hexapoden. Die Nahrung wird mit den Scheren ergriffen, zu den Cheliceren geführt, extraintestinal verdaut und mit einer Vorderdarmpumpe eingesogen. Hauptfressfeinde der Art sind Steinläufer der Gattung Lithobius.
Man findet in allen Monaten adulte Tiere. Die Männchen legen ihre Samenpakete (Spermatophoren) auf dem Boden ab, die später von einem vorbeikommenden Weibchen aufgenommen werden. Im Mai sind die Weibchen mit der Brutpflege beschäftigt. Sie fertigen in der Bodenstreu oder unter Steinen aus Seide und Erdbröckchen zur Tarnung eine linsengroße Kammer, in der sie ihre Eier und später die Jungen an der Bauchseite tragen und nähren, wobei schon die Eier eine von der Mutter ausgeschiedene Nährflüssigkeit aufsaugen und dabei anschwellen. Einige Tage nach dem Schlüpfen sind die Jungen ausgehärtet und damit selbstständig.

## Taxonomie
Die Art wurde 1804 von Johann Hermann unter dem Namen Chelifer carcinoides erstbeschrieben. Weitere in der Literatur zu findende Synonyme sind:
- Chelifer corticalis C.W.Hahn, 1834
- Chelifer muscorum (Leach, 1817)
- Neobisium germanicum Beier, 1931
- Neobisium improvisum Redikorzev, 1949
- Neobisium muscorum (Leach, 1817)
- Neobisium nemorale (C.L.Koch, 1839)
- Obisium carcinoides (Hermann, 1804)
- Obisium gracile C.L.Koch, 1843
- Obisium muscorum Leach, 1817
- Obisium nemorale C.L.Koch, 1839
- Obisium tenellum C.L.Koch, 1843

Eine bekannte Unterart stellt Neobisium carcinoides balcanicum Hadži, 1937 dar.